# Филип Уикстийд
Филип Уикстийд (на английски: Philip Wicksteed) е английски икономист, богослов и историк.

## Биография
Роден е на 25 октомври 1844 година в Лийдс в семейството на унитарианистки свещеник. Учи в Университетски колеж Лондон, а през 1867 година завършва Оксфордския университет.
След дипломирането си става свещеник. Публикува множество изследвания в областта на богословието, историята на литературата, медиевистиката и политическата икономия, в която оставя най-значимо наследство.
Умира на 18 март 1927 година в Чилдри.